# Villerías de Campos

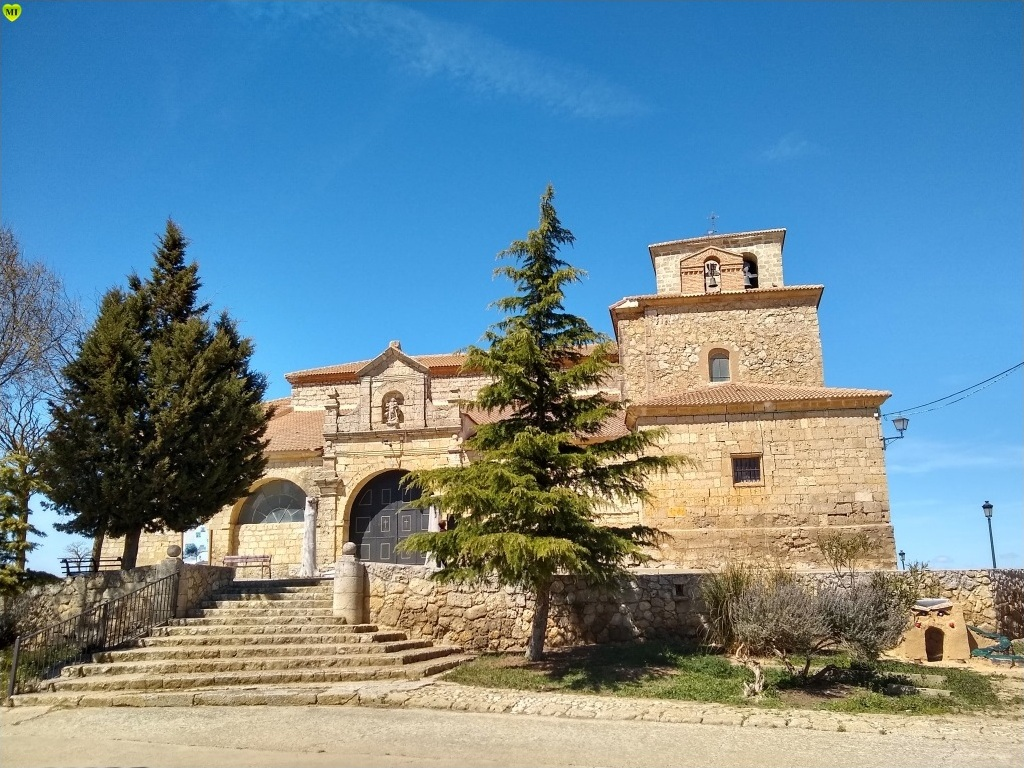
Iglesia parroquial

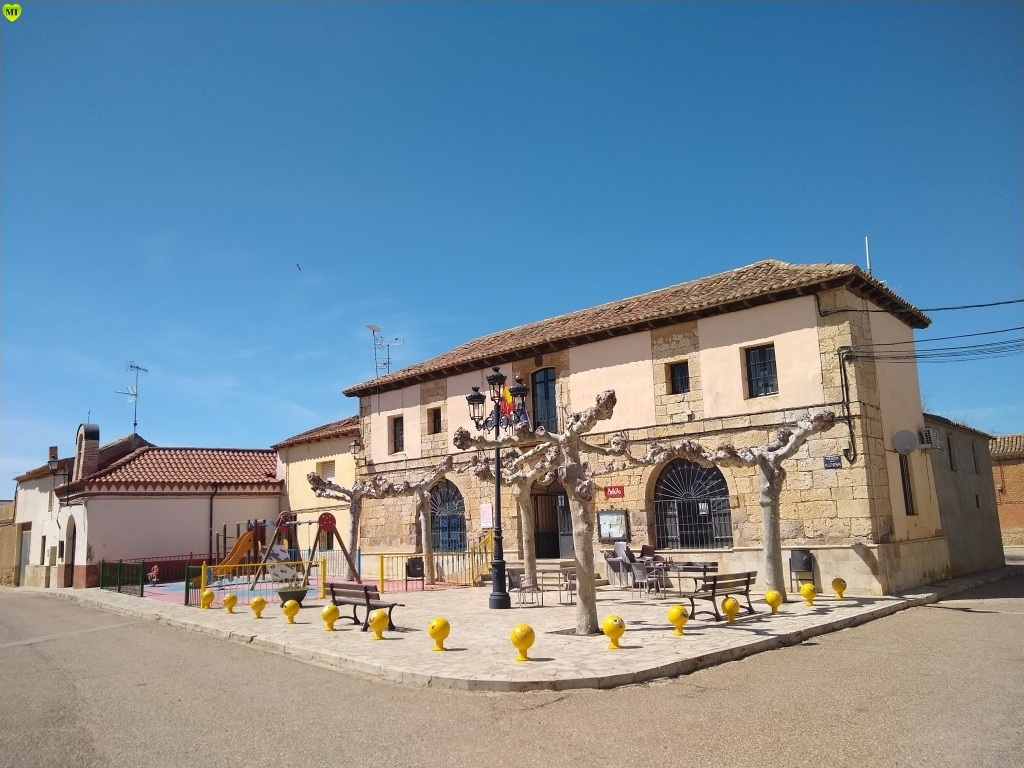
Ermita y ayuntamiento

Villerías de Campos es un municipio español de la provincia de Palencia, en la comunidad autónoma de Castilla y León. Se encuentra situado en la comarca de Tierra de Campos.

## Etimología
Parece que el topónimo de Villerías es una corruptela popular que comenzó a ser citado a partir del siglo xvi con el fin de destacar las eras, si bien la voz originaria sería la de Villarias, así al menos se cita en el documento más antiguo que se conserva sobre una donación realizada en 1181 por Alfonso VIII a Tello Pérez y su esposa. Villarias puede ser la aglutinación del latino Villa, granja hacienda campestre, más el antropónimo o nombre de persona Arias, ya citado en el 944, y seguramente su repoblador. Por ello sería el lugar de la villa de Arias.

## Historia
Cerca al edificio del ayuntamiento se encuentra la ermita del Cristo de la Salud, al que se tiene hecho un “voto de villa” pues según la tradición por ese Cristo se salvaron los habitantes de Villerías a lo largo de diversas pestes que arrasaron la población de Palencia durante el siglo xiv.
Todavía se conserva en la memoria popular el recuerdo del antiguo despoblado del siglo xiii denominado Villaverde de Campos y que en nuestros días se evoca con el nombre de las “Torres de Villaverde”. A mediados del siglo xix Villerias contaba con casa de ayuntamiento, un caserío compuesto de 90 viviendas, escuela de primeras letras con 26 alumnos, y 92 vecinos.

## Geografía humana

### Demografía
Cuenta con una población de 76 habitantes (INE 2024).
| Gráfica de evolución demográfica de Villerías de Campos entre 1842 y 2021 |
| |
| Población de derecho según los censos de población del INE Población de hecho según los censos de población del INEEn estos censos se denominaba Villerías: 1842, 1857, 1860, 1877, 1887, 1897, 1900, 1910, 1920, 1930, 1940, 1950 y 1960 |

| 1900 | 1910 | 1920 | 1930 | 1940 | 1950 | 1960 | 1970 | 1981 | 1991 |
| 455  | 461  | 434  | 349  | 373  | 362  | 305  | 184  | 171  | 137  |

### Economía
La agricultura, junto a la quesería, son los únicos medios de vida existentes en el municipio. En el "Centro el  Corro" en el que durante la semana cultural del pueblo, celebrada en el mes de agosto, se juega a diferentes juegos populares.

## Monumentos y lugares de interés
- Dentro del casco urbano destaca la iglesia parroquial de Nuestra Señora de la Esperanza, fechada en el siglo XVI, aunque se conservan restos de una fábrica anterior de estilo románico, como la portada, posiblemente del siglo xii. En el interior del templo, destacan las yeserías del siglo xviii que cubren las bóvedas.[1]

En la nave del Evangelio, escultura de Crucifijo del siglo xvi y dos retablos, uno realizado en 1735 por Gregorio Portillo, y el otro salomónico. El retablo mayor del Presbiterio se ha atribuido a Inocencio Berruguete de 1566, con varias esculturas. En la nave de la Epístola, otros dos retablos: uno salomónico de 1702 de Lucas Ortiz, y el otro realizado por Gregorio de Portillo en 1735.
En el baptisterio pila bautismal del siglo XVI y alacena del bautismo. Y en la Sacristía destacan cuatro pequeños relieves de alabastro con escenas de la Adoración de los Reyes, el Bautismo, Santo Entierro y la Resurrección. Además una buena custodia de plata sobredorada del siglo XVI. Cuenta en fin, Villerias con un Humilladero, de piedra y con una sola nave.
- Ermita del Cristo de la Salud, reformada recientemente, situada junto al ayuntamiento.[2]
- En Villerías existen buenos ejemplos de construcción de palomares típicos de esta zona de Campos; y diversas bodegas abiertas en los arrabales.[2]

## Cultura

### Fiestas y tradiciones
Las fiestas patronales de Villerías se celebran el 18 de diciembre en honor a la Virgen de la O. Pero debido al mal tiempo de esa época, los vecinos conceden mayor importancia a las celebraciones festivas de primavera. Comienzan el día 9 de mayo, San Gregorio, con la bendición de los campos, y finalizan el día 31 con la renovación del voto de villa. Además, se ha recuperado la tradición de la Virgen del Rosario, en la que se la venera en una procesión por todo el municipio. Ese día es tradición repartir almendras garrapiñadas.